# Druvliljesläktet
Druvliljesläktet (Liriope) är ett växtsläkte i familjen stickmyrtenväxter med cirka åtta arter från sydöstra Asien. Några arter odlas som krukväxter i Sverige.

### Webbkällor
- Flora of China - Liriope
- Svensk Kulturväxtdatabas